# SCOPAFIJTH
SCOPAFIJTH is een acroniem voor de ondersteunende processen van een organisatie. Ondersteunende processen houden de organisatie in stand en leveren mensen en middelen voor het uitvoeren van de kerntaken van de organisatie. Ondersteunende processen worden ook wel aangeduid met 'bedrijfsvoeringsprocessen' of 'instandhoudingsprocessen'.
Het woord SCOPAFIJTH is een acroniem voor:
- Security
- Communicatie
- Organisatie
- Personeel
- Administratieve organisatie
- Financiën
- Informatievoorziening
- Juridisch
- Technologie
- Huisvesting

## Andere groepen van processen
In de bedrijfskunde worden naast ondersteunende processen of instandhoudingsprocessen ook primaire processen en strategische processen onderscheiden. Primaire processen zijn de processen waarmee producten gemaakt of diensten verricht worden. Strategische processen sturen de organisatieontwikkeling en de doelen van de organisatie.

## Varianten
De acroniemen SCOPAFIJTH of PIOFACH worden gebruikt als ezelsbruggetje om alle ondersteunende processen te onthouden en hebben geen wetenschappelijke of methodische achtergrond. Daardoor zijn de aspecten niet scherp gedefinieerd en wordt er in de loop van de tijd nogal eens een verschillende betekenis aan gehecht. Varianten zijn PIOFA, PIOFAH, PICOFA, OPAFIT, COPAFIJTH en de meest uitgebreide en recente variant is SCOPAFIJTH.
Ook zijn er varianten in de betekenis van de letters in het acroniem. Zo wordt voor de letter I soms gebruikt voor 'inkoop'. De C wordt soms gebruikt voor 'commercie en communicatie'. Facilitaire zaken ontbreekt vaak, omdat de F al in gebruik is voor financiën. Als oplossing wordt een onderdeel van facilitaire zaken genoemd, zoals huisvesting (H) of administratie of algemene zaken (A) voor de voorziening van schrijfgerei, waarmee vergeten wordt dat facilitaire zaken veel meer inhoudt dan het genoemde onderdeel.
Voorraadbeheer, archief, kennismanagement, facilitaire zaken en inkoop ontbreken vaak.

## Analyse-instrument
Bij de voorbereiding van een organisatieverandering wordt het vaak belangrijk gevonden om de consequenties van de verandering of het project voor de ondersteunende processen te inventariseren. Dit wordt soms een scopafijth-analyse genoemd.
Niet opgenomen in het acroniem, maar wel relevante onderwerpen van het analyse instrument worden ook vaak Ethiek, Sustainability en Maatschappelijke Impact meegenomen.